# Al-Hadžar
Al Hadžar je pohoří na severovýchodě Ománu, zasahující do východní části Spojených arabských emirátů. Jedná se o nejvyšší pohoří na východní polovině Arabského poloostrova. Odděluje nízké ománské přímořské planiny od výše položené pouští oblasti. Pohoří je vzdáleno 50 až 100 km od Ománského zálivu. Poblíž hor byla v 17. století vystavěna pevnost an-Nachal.